# Kodër-Thumanë
Kodër-Thumanë je naselje i bivša općina u Dračkom okrugu, zapadna Albanija. Kodër-Thumanë je 2015. zbog reforme lokalne uprave postao dio općine Kruje (Krujë). Prema popisu stanovništva iz 2011. Kodër-Thumanë je imao 12.325 stanovnika.